# Ingvar Norman
Ingvar Norman, född 22 januari 1914, död 25 maj 1996, var riksspelman. Han arbetade som vårdare på Säters sjukhus. Både hans far Johan Edvard Norman, hans farfar Carl E. Norman och flera andra äldre släktingar var spelmän. När Ingvar Norman var ung ordnades det sommartid, till exempel kring midsommar, stora evenemang i Säterdalen med flera tusen besökare där många av den tidens mest kända spelmän, till exempel Hjort Anders, Jon-Erik Öst, Anders Frisell uppträdde på scenen. Dessa övernattade sedan ofta hemma hos familjen Norman vilket gjorde att han mycket tidigt fick tillfälle att lära känna och spela tillsammans med dem. Han blev riksspelman på fiol 1935 redan vid 21 års ålder under uppspelning vid spelmansstämman på Gammelgården i Stora Tuna och fick Zornmärket i guld 1956. Hans far blev också riksspelman 1935.

## Biografi
Under 1940-, 1950- och 1960-talen nedtecknade och publicerade han beskrivningar av ett 90-tal folkdansvarianter. Dessa uppteckningar finns med i böckerna Beskrivningar av Svenska Folkdanser, del I och II.
Ingvar Norman var en av initiativtagarna till att man, efter att ha visat sitt kunnande i polskdans för en jury, kan få det så kallade polskmärket. Ingvar Norman var mån om att de äldre folkliga danser han och andra upptecknat borde benämnas bygdedans eller bygdedanser, framför allt för att de inte bara beskrivit danser som kunde kategoriseras som polskor utan även folkliga schottisar, valser, mazurkor med mera.
Normans samlingar av noter från gamla handskrivna notböcker samt egna och andras uppteckningar blev till tre stora böcker med titeln Låtar från Dalarnes Bergslag med noter till mer än 2000 låtar. Han var också verksam som lärare på olika kurser. Han var känd för att ha mycket höga kvalitetskrav och för att på mycket kort tid kunna dra igenom ett stort antal låtar eller danser vilket inte gjorde det så lätt för hans elever att hänga med. En typ av polskor som han särskilt omhuldade var den äldre typ av åttondelspolskor från början av 1800-talet som det finns många av i hans böcker. Dessa ser ofta förrädiskt enkla ut i noter men kräver sin man för att spelas på rätt sätt. Han kunde i sin krafts dagar även spela tekniskt mycket svåra låtar med finess.
I många år var Brodd Albin (Albin Brodd, 1897–1964) en flitigt förekommande spelkompis vid offentliga uppträdanden. Brodd Albin var känd för att vara mycket duktig på att hitta på och spela andrastämmor. Han var som ung regementsmusiker men återgick till att vara bonde när han övertagit föräldrarnas gård.
1954–1992 gjorde Ingvar Norman cirka 45 000 noteringar för Dialekt- och folkminnesarkivet i Uppsala.
År 2006 utgavs en CD av Stenberg Innovator AB "Ingvar Norman (1914-1996), solo" där Ingvar Norman spelar 37 låtar helt ensam. Inspelningarna gjordes i början av 1970-talet, i de flesta fall i den sedermera riksspelmannen Bengt Ohlsons kök.

## Typiska detaljer i hans sätt att spela
Ingvar Normans före detta elev Bengt Ohlson har vad gäller Ingvar Normans sätt att spela låtar från Södra Dalarna påpekat ett par intressanta detaljer som oftast inte syns i tryckta noter.
- Gärna mjukt, med nästan ohörbara stråkvändningar
- Drilla inte för fort, dvs. få och tydliga toner i en drill, "inga kanindrillar".
- Spela så kallade släpdrillar. Många notskrivningsprogram förutsätter att en drill ligger i början av en ton. Så gjorde normalt inte Norman, enligt Bengt Ohlson. Om de två första taktslagen bestod av fyra toner så drillade han gärna på andra och fjärde tonen, många vill drilla på första och tredje. Och låg drillen på en längre ton kom den gärna i slutet. Ingvar Norman använde inte själv begreppet släpdrill.
- Drilla gärna med första fingret mot lös sträng.

Enligt Bengt Ohlson spelar Norman i de flesta låtar som finns på den CD som gavs ut 2006 något snabbare än det som är ett bekvämt danstempo. Nästan alla låtar på CD-skivan är inspelade utan dansare. När Ingvar Norman själv skulle dansa så ville han ofta ha ett långsammare tempo.